# Die Unzertrennlichen
Die Unzertrennlichen (De oskiljaktiga), op. 108, är en vals av Johann Strauss den yngre. Den spelades första gången den 16 februari 1852 i Wien.

## Historia
Den 3 juli 1852 gavs Johann Strauss den yngres vals Die Unzertrennlichen ut av förläggaren Carl Haslingers i de sedvanliga utgåvorna för piano; piano och violin; samt för stor orkester. Pianoutgåvan har Strauss "mest respektfulla" tillägnan till "den högt ärade kommittén för Medborgarbalen som hölld i det Kejserliga Redoutensaal i Wien den 23 februari 1852". Emellertid ägde balen tum en vecka tidigare, den 16 februari 1852. 
Wienerkarnevalen 1852 var en ganska glädjelös tillställning då staden Wien fortfarande lydde under krigslagar efter revolutionen 1848. Medborgarbalen var den första som hade hållits i Wien sedan marsrevolten, och det är oklart vem som stod bakom dess återupplivande. Tidningen Wiener Allgemeine Theaterzeitung annonserade den 22 januari 1852 att Johann Strauss skulle framföra en ny vals på Medborgarbalen den 16 februari, men valsen var då inte namngiven. Dagen därpå skrev tidningen att samma kväll skulle Strauss återigen spela sin vals, nu med titeln Die Unzertrennlichen.

## Om valsen
Titeln De oskiljaktiga kan antingen syfta på kejsar Frans Josefs hängivna undersåtar eller till Strauss egna beundrare.
Speltiden är ca 6 minuter och 40 sekunder plus minus några sekunder beroende på dirigentens musikaliska tolkning.

## Weblänkar
- Dynastin Strauss 1852 med kommentarer om Die Unzertrennlichen.
- Die Unzertrennlichen i Naxos-utgåvan.